# 마이클 잭슨의 건강과 외모
마이클 잭슨은 처음에는 잭슨 5에서 아역 스타로, 나중에는 솔로 아티스트로 활동하며 40년 넘게 대중의 주목을 받았던 미국 연예인이다. 1980년대 중반부터 잭슨의 외모는 극적으로 변하기 시작했다. 잭슨의 얼굴이 바뀌면서 광범위한 성형 수술에 대한 추측이 널리 퍼졌고, 그의 피부 톤은 훨씬 밝아졌다.

## 정신적 고통
마이클 잭슨과 그의 일부 형제는 아버지 조지프 잭슨에게 신체적 ·정신적 학대를 당했다고 주장하였다. 채찍질과 구타를 당한 사실도 드러났으며 조지프 잭슨은 이러한 주장을 인정했다. 조지프는 마이클이 잠든 밤 침실 창을 통해 공포 마스크를 착용하며 비명 소리로 놀라게 했는데 이로 인해 마이클은 자신의 침실에서 납치에 대한 두려움과 악몽을 겪었다고 한다. 마이클은 자신의 자서전 'Moonwalk'와 1993년 오프라 윈프리쇼에 나와 이런 아버지의 행동에 많은 충격을 입었다고 진술하였다. 이후 2003년 마틴 바시르의 마이클 잭슨과 함께 살아보기(Living with Michael Jackson)에 나와 아버지인 조지프가 자신에게 큰 코(Big nose)를 가졌다고 외모에 대해 공공적인 모욕을 했고 그러한 외모는 "나에게서(유전자) 온 것이 아니다"라고 말하여 큰 상처를 입었다고 하였다. 마이클은 이러한 유년기 시절 신체적 ·정신적 학대로 외모에 대한 컴플렉스를 가지게 됐고 몇명의 의사는 공식적으로 마이클이 신체이형장애를 앓고있는 것으로 추측된다고 발표한 바 있다.

## 외모
마이클과 그의 형제들은 아버지 조지프 잭슨에게 가혹한 학대를 지속적으로 당했음을 주장했고, 조지프는 폭력을 했음을 인정했다. 조지프는 마이클이 잠든 밤 창실 창을 통해 공포 마스크를 착용함으로써 비명 소리를 질러 놀라게 했다. 이 후유증으로 잭슨은 납치에 대한 두려움과 악몽을 겪었다. 2003년 잭슨은 Living with Michael Jackson에서 아버지 조지프가 자신에게 큰 코(Big nose)를 가졌다고 놀렸고 그러한 얼굴은 자신의 유전자에게서 온 것이 아니라고 말하여 큰 상처를 입었다고 말했다.
잭슨은 코에 대한 컴플렉스를 가져 성형을 고민했지만 수술 사고를 두려워 해 망설이다 1979년 복잡한 안무 도중 코가 깨지는 사고가 발생해 이로 인해 코 성형수술을 하게 된다. 성공적인 수술은 아니였고 후유증으로 자신의 경력에 영향을 미치게 되는 호흡 곤란을 앓는다. 이후 의사 스티븐 호플린을 찾아 코 성형수술을 다시 받았다. 잭슨은 자신의 자서전 'Moonwalk'에서 2번의 코 수술과 턱에 홈을 팠다고 인정했으며 2003년 인터뷰에서도 이같은 입장을 고수했는데 몇번의 성형 수술을 더 했다는 주위 증언이 있다. 갑작스런 외모 변화는 나이를 먹어감에 인한 노화 현상도 있었으며 심한 체중 감량도 요인이었다. 심할 때는 몸무게가 48kg이었다.
마이클 잭슨의 피부색이 변화한 이유로 흔히 언급되는 백반증은 1986년 공식적으로 진단을 받았으며, 사후 부검 결과에도 이같은 사실이 공개적으로 확인됐다. 백반증의 구체적인 발생 원인은 밝혀지지 않았지만 전체 인구의 1-2%가 걸리는 흔한 질병이다. 마이클 잭슨은 1993년 자신은 탈색제를 바르지도 않았고 병에 의해 이렇게 된 것일 뿐이라며 부정했다. 1993년 잭슨의 주장 이후 피부과 의사들은 백반증에 의해 피부색이 변할 수 있지만 잭슨처럼 완전히 하얘지려면 탈색제가 필요하다고 의견을 모았다. 실제로 백반증 치료에는 백반증이 심하게 진행될 경우 완전히 하얀 피부로 착색시키는 시술이 존재한다. 마이클 잭슨의 친어머니 캐서린 잭슨은 2011년 다큐멘터리에서 자신의 아들은 병으로 피부가 알록달록 변하는 게 싫어 탈색제를 발랐었다고 말했다. 마이클 잭슨 사망 이후 그의 침실에서 피부 미백크림이 발견됐다. 잭슨의 피부과 주치의 아놀드 클레인은 백반증으로 고생하는 잭슨에게 자신이 탈색제를 추천했었다고 증언했다.
1988년 마이클 잭슨은 사진작가 'William Pecchi Jr'에게 이런 내용의 편지를 보냈다. "나는 세상의 모든 사람이 평등하게 태어났다고 생각하고, 그렇게 배웠고 항상 그렇게 믿는다. 난 모든 사람들이 피부 색깔로 인해 증오의 대상이 된다는 것은 상상할 수 없는 일이라고 생각하고 나는 지구상의 모든 인종을 사랑해요."
잭슨은 자신의 자서전 'Moonwalk'에서 밝힌 바에 의하면 젊은 시절 많은 여드름으로 인해 무척이나 스트레스를 받았으며 사람들의 눈도 제대로 마주치지 못 했다고 한다. 이를 고치기 위해 식단을 채식으로 바꿨다고 한다.

## 같이 보기
- 마이클 잭슨